# Oh Sang-uk
Oh Sang-uk (kor.: 오 상욱, ur. 30 września 1996 w Daejeon) – południowokoreański szablista, dwukrotny złoty medalista olimpijski i wielokrotny medalista mistrzostw świata.
Podczas igrzysk olimpijskich w Tokio Koreańczycy w składzie: Kim Jung-hwan, Oh Sang-uk, Gu Bon-gil i Kim Jun-ho zdobyli złoty medal w drużynie. Na tej samej imprezie Oh zajął piątą pozycję w rywalizacji indywidualnej. Na igrzyskach w Paryżu w 2024 roku w rywalizacji indywidualnej szablistów zdobył złoty medal, pokonując w finale 15:11 Faresa Ferjani z Tunezji. 
Kilkukrotnie zdobywał medale mistrzostw świata w drużynie: złote na MŚ w Lipsku (2017), MŚ w Wuxi (2018), MŚ w Budapeszcie (2019) i MŚ w Kairze (2022) oraz srebrny na MŚ w Mediolanie (2023). Zdobył także złoty medal indywidualnie na MŚ w Budapeszcie (2019), pokonując w finale Węgra Andrása Szatmáriego.
Na igrzyskach azjatyckich w Dżakarcie (2018) wywalczył dwa medale: złoty drużynowo i srebrny indywidualnie. Na igrzyskach azjatyckich w Hangzhou (2022) zwyciężał w obu konkurencjach.